# Curt Joël
Pour les articles homonymes, voir Joël.
Curt Walter Joël est un homme politique allemand, né le 18 janvier 1865 à Greiffenberg-en-Silésie, arrondissement de Löwenberg-en-Silésie et mort le 15 avril 1945 à Berlin.
Il est ministre de la Justice en 1924 puis de 1930 à 1932.